# 60-mm-Mortar M2
Der 60-mm-Mörser M2 ist ein leichter, von der Mündung zu ladender Mörser mit glattem Rohr zur Feuerunterstützung für die Infanterie.
Gegen Ende des Zweiten Weltkriegs wurde er durch den ähnlichen 60-mm-Mörser M19 ergänzt und schließlich 1978 durch den 60-mm-Mörser M224 abgelöst.

## Entwicklung
Während der ausgehenden 1920er-Jahre begann die U.S. Army mit der Untersuchung von Mörsern als leichte Unterstützungswaffe für die Infanterie. Das U.S. War Department entschied sich schließlich für eine 60-mm-Waffe von Edgar Brandt, einem französischen Waffeningenieur, und erwarb die Lizenz zum Nachbau dieser Waffe. Die Waffe wurde als Mortar, 60 mm M2 eingeführt. Die Erprobung fand in den späten 1930er-Jahren statt und eine Erstbestellung über 1500 Mörser M2 wurde im Januar 1940 erteilt.

## Beschreibung

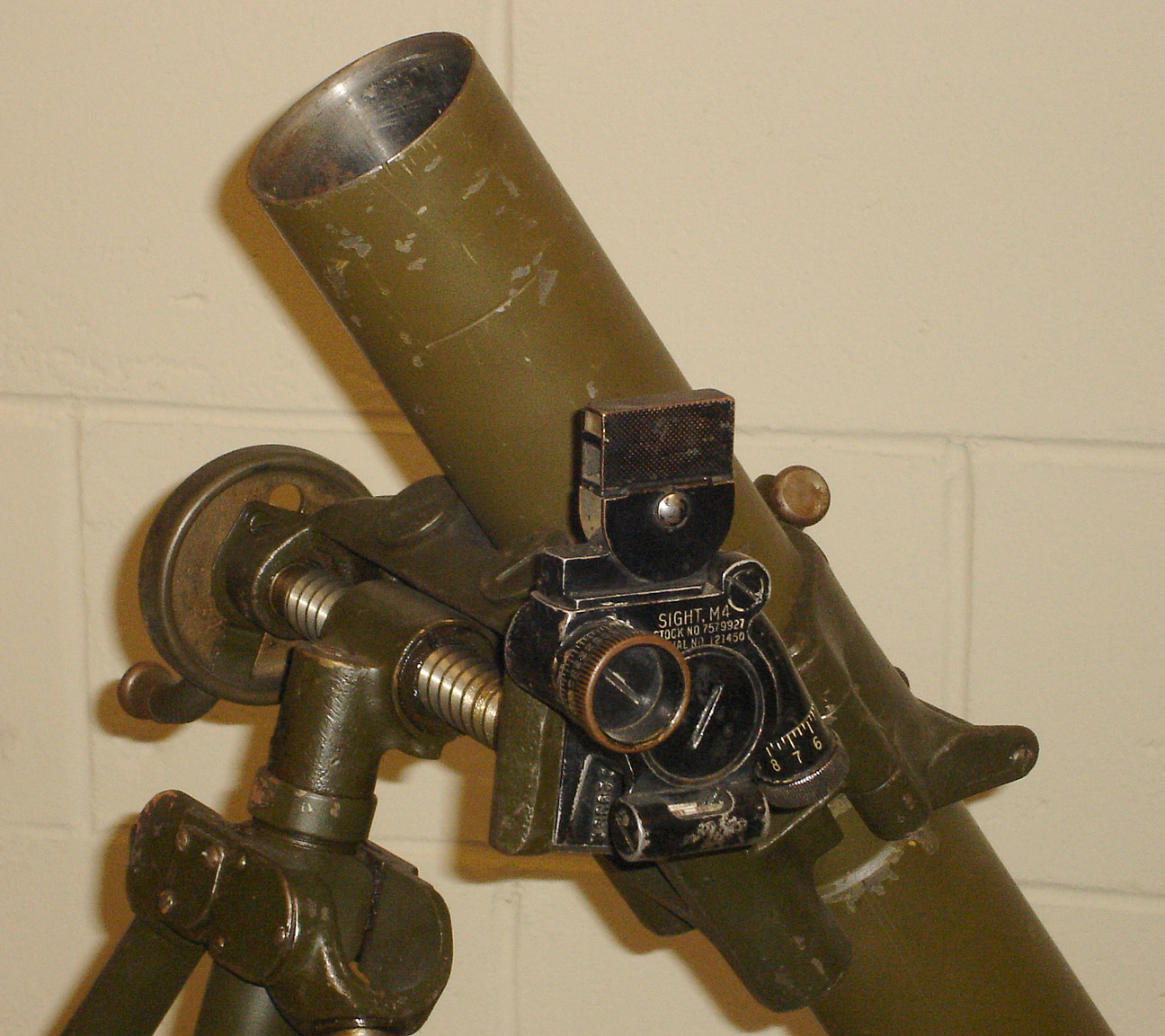
Reflexvisier M4

Der Mörser M2 entspricht der üblichen Stokes-Brandt-Bauweise von leichten Mörsern der Neuzeit.
Er besteht aus:
- einem glatten Rohr (5,8 kg) mit Kugelzapfen am unteren Ende und einem feststehenden Schlagbolzen im Verschlussstück, so dass die Granaten automatisch abgefeuert wurden, wenn sie in das Rohr fallen gelassen wurden.
- einer rechteckigen Bodenplatte M4 (5,8 kg), die den Kugelzapfen des Rohres aufnimmt und den Rückstoß des Schusses in den Boden ableitet;
- ein einfaches Zweibein (7,45 kg), welches das Rohr stützt und an dem sich die Höhen- und Seitenrichteinrichtung für das Rohr befindet;
- das Reflexvisier M4, das sowohl indirektes als auch direktes Richten erlaubt.

Obwohl als leichter Mörser eingestuft, verfügte der in Feuerstellung 19,05 kg schwere Mörser M2 mit 1815 Metern (Sprenggranate) über eine größere Reichweite als vergleichbare 50-mm-/60-mm-Mörser anderer Armeen dieser Zeit, und der feststehende Schlagbolzen ermöglichte einer gut ausgebildeten Bedienungsmannschaften eine hohe Feuergeschwindigkeit von 18 Schuss/Minute, über kurze Zeit sogar 30–35 Schuss/Minute. Allerdings sollte das Rohr nach jedem zehnten Schuss mit der Rohrreinigungsbürste durchgewischt werden.

## Einsatz
Der 60-mm-Mörser M2 wurde aus dem schwereren 81-mm-Mörser M1 entwickelt, um eine leichtgewichtige Alternative der Feuerunterstützung auf der Ebene der Kompanie zur Verfügung zu stellen. Der M2 sollte die Lücke zwischen dem 81-mm-Mörser und den Handgranaten schließen.
Dazu wurden Mörser M2 normalerweise je zu dreien zusammengefasst zu einer Mörsergruppe (mortar squad) entweder in den Waffenzügen (weapons platoon) der Infanteriekompanien (rifle company) oder als selbstständige Teileinheit direkt unter der Kompanieführung (company headquarters) eingesetzt. Die Mörser M2 einer Kompanie konnten sowohl geschlossen, aber auch einzeln den Zügen unterstellt eingesetzt werden.
Die Waffe wurde während des gesamten Zweiten Weltkrieges von der U.S. Army und dem U.S. Marine Corps verwendet. Danach wurde er noch während des Koreakrieges und von französischen Truppen in Indochina und Algerien benutzt. Während des Vietnamkrieges wurde der M2 erneut durch die U.S. Army und das U.S. Marine Corps eingesetzt, aber auch von südvietnamesischen Truppen.
Das chinesische Militär baute den M2 als Type 31 nach.

## Organisation

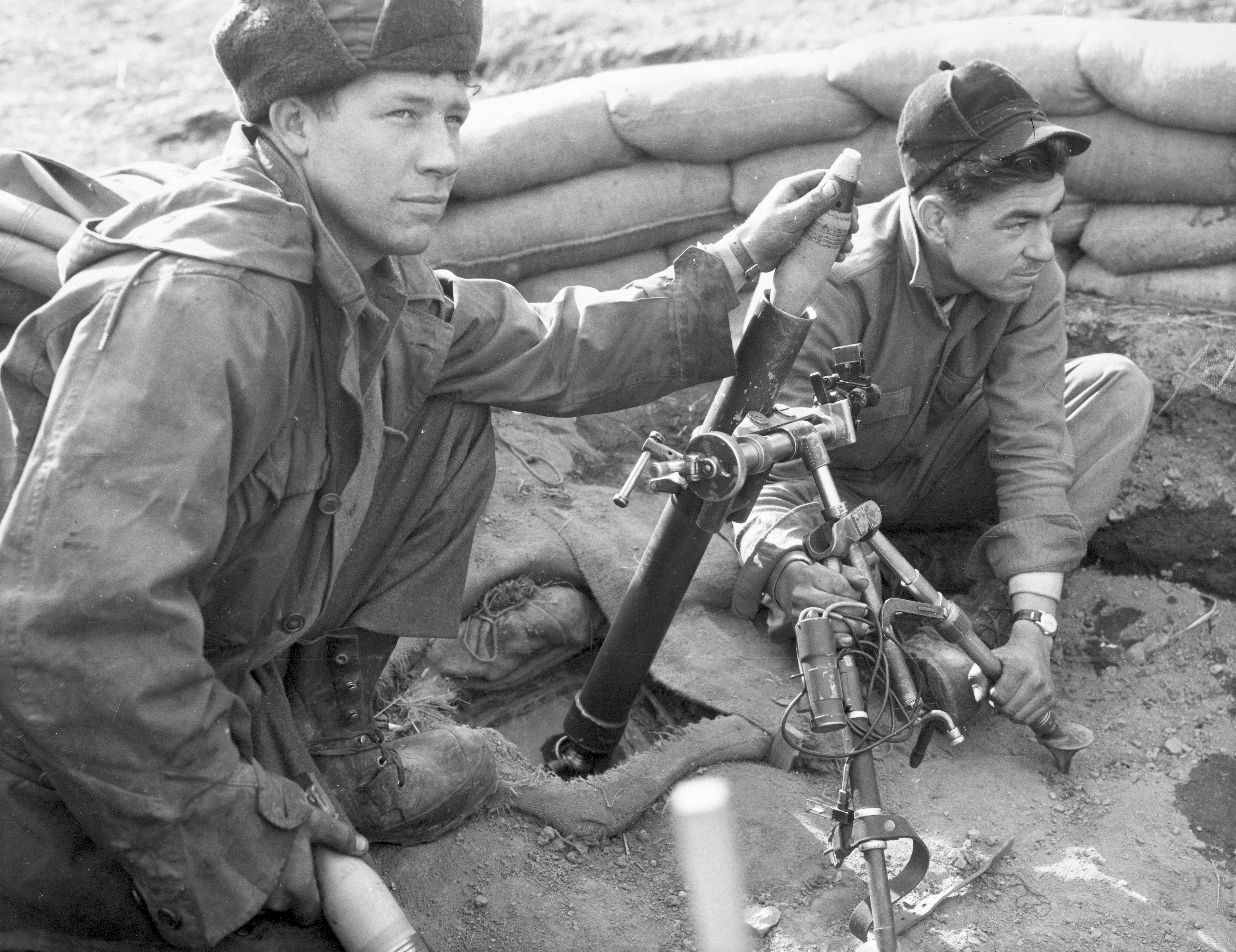
M2-Mörser im Einsatz in Korea

### U.S. Army 1941
In der Schützenkompanie (rifle company) gab es im Waffenzug (Weapons platoon) eine Mörsergruppe (mortar section), der aus drei Mörsertrupps (mortar squads) bestand. Jeder Mörsertrupp umfasste:
- einen Korporal (corporal, vglb. Unteroffizier) als Truppführer (squad leader) und Beobachter (observer), ausgerüstet mit:
  - Gewehr M1 Garand,
  - Fernglas, Kompass,
  - Reflexvisier M4,
  - Bodenplatte in Umhängetasche (seitlich rechts),
  - Rohrreinigungsbürste mit Zubehör,
  - Ersatzteile in Munitionsumhängetasche M1 (seitlich links);

- einen Richtschützen (gunner), ausgerüstet mit:
  - Pistole Colt M1911,
  - Rohr mit Zweibein (seitlich rechts am Tragegurt untergehängt),
  - Richtstäbe,
  - Munitionsumhängetasche M1 (seitlich links);

- einen Ladeschützen (assistant gunner), ausgerüstet mit:
  - Pistole Colt M1911,
  - Munitionsweste M2 für 12 Schuss (vor dem Bauch und auf dem Rücken);

- zwei Munitionsschützen (ammunition carriers), ausgerüstet mit:
  - Gewehr M1 Garand,
  - Munitionsweste M2 für 12 Schuss (vor dem Bauch und auf dem Rücken).

### U.S. Marine Corps 1944
In der Schützenkompanie gab es in der Kompanieführung (company headquarters) eine Mörsergruppe (mortar section). Dies bestand aus:
- einem Leutnant/Oberleutnant als Gruppenführer (section leader);
- einem Sergeanten (vglb. Feldwebel);
- drei Mörsertrupps zu je:
  - einem Korporal (vglb. Unteroffizier) als Truppführer (squad leader);
  - einem Richtschützen (gunner);
  - einem Ladeschützen (assistant gunner);
  - drei Munitionsschützen (ammunition carriers).

Alle Soldaten waren mit dem M1 Carbine ausgerüstet.

## Munition

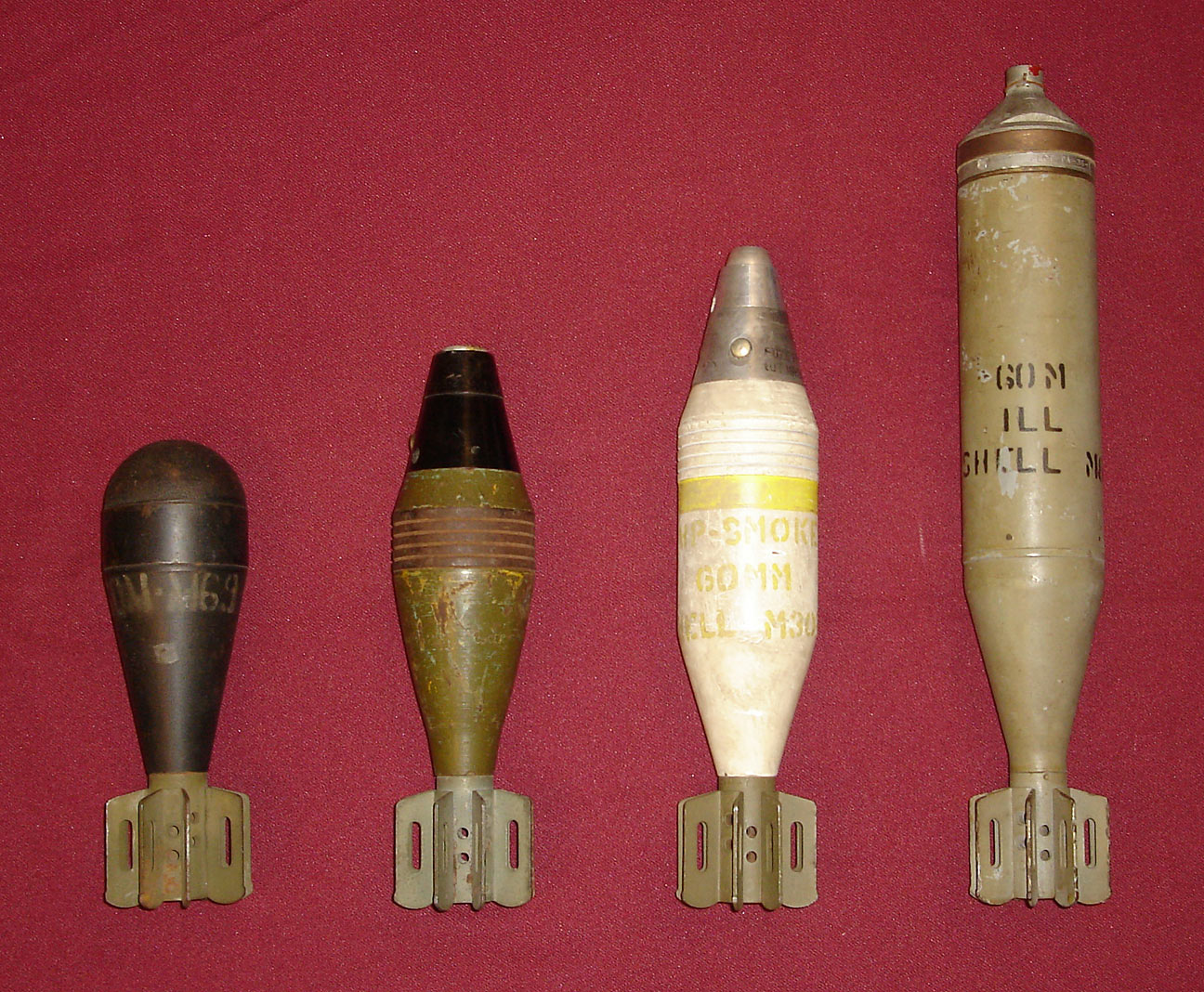
60-mm-Mörsergranaten für den Mörser M2. Von links nach rechts: M69 Üb, M49A2 Spreng, M302 Rauch, M83 Leucht.

Der M2 verschoss verschiedene Typen von Munition:
- M49A2 HE: Sprenggranate (1,4 kg) gegen Infanterie und ungepanzerte Ziele, die mehr als 200 Splitter mit einem effektiven Radius von 15,5 Metern verteilt;
- M302 SMK WP: Rauchgranate (1,8 kg) mit Füllung aus Weißem Phosphor zum Markieren von Punkten und zum Erzeugen von Nebelwänden;
- M83 ILLU: Leuchtgranate (1,68 kg) zum Ausleuchten des Geländes bei Nachtgefechten, bei der die Leuchtladung in etwa 1000 Metern Entfernung in einer Höhe von 800 Metern ausgestoßen wird, am Fallschirm herabschwebt und einen Kreis von rund 110 Metern für ungefähr 25 Sekunden mit 110.000 Candela ausleuchtet;
- M69 TRG/PT: Übungsgranate zur Ausbildung der Bedienungen.

Die Treibladung bestand dabei aus einer Zündladung, die sich mittig im unteren Teil des Leitwerks der Granate befand und vom Schlagbolzen gezündet wurde, und vier Zusatzladungen, die zwischen den Leitflächen angebracht waren.
Geliefert wurden alle Granaten mit der Zündladung und vier Zusatzladungen. Um die gewünschte Ladung zum Schuss zu erreichen, von der in Verbindung mit dem Höhenwinkel des Rohres die Schussweite abhing, wurden einfach die überflüssigen Zusatzladungen entfernt.